# Кондао
Конда́о (вьет. Côn Đảo) — уезд в провинции Бариа-Вунгтау, Вьетнам. Представляет собой архипелаг из 16 островов общей площадью 75,15 км², часть которого занимает одноимённый национальный парк. Одновременно, Кондао — крупнейший остров архипелага, также также известный как Пуло-Кондор и Коншон. На острове находится одноимённый аэропорт.
В 2019 году население уезда составляло 8827 человек.

## История
Архипелаг находится на морском пути между Европой и Азией, поэтому рано стал известен европейским исследователям. Так, в 1294 году здесь укрывались от шторма корабли Марко Поло, возвращавшиеся из Китая. В XIV—XVII веках Кондао посещали путешественники из разных стран Европы.
В 1702 году Британская Ост-Индская компания высадила войска на острове Кондао с целью поднять флаг и основать крепость. Через три года вспыхнуло восстание британских наёмников, вынудившее войска покинуть Кондао.
В 1783 году Пиньо де Беэн договорился о передаче архипелага Кондао Франции в обмен на военную помощь князю Нгуен Фук Аню солдатами, артиллерией и кораблями против Тэйшонов. Согласно легенде, Нгуен Фук Ань несколько месяцев скрывался на Кондао от преследования Тэйшонов, что объясняет существование тут нескольких связанных с ним религиозных и исторических объектов.
14 января 1862 года грузовое судно «Ньевр» (фр. Nievre) высадило на острове экспедицию, которая должна была построить здесь маяк и пресечь тем самым претензии на архипелаг от других стран, в первую очередь Великобритании. В этом же году принято решение о постройке здесь тюрьмы, ставшей впоследствии историческим памятником Вьетнама.
В 1882 году архипелаг Кондао был включён в состав Кохинхины. В дальнейшем административный статус архипелага неоднократно менялся. В 1956—1965 годах он являлся самостоятельной провинцией Коншон в составе Южного Вьетнама, в 1975—1976 годах — провинцией Кондао, уже в составе Социалистической Республики Вьетнам. После этого поочерёдно входил в состав Хошимина, Хаузянга и особой зоны Бариа-Кондао. С 1991 года является уездом провинции Бариа-Вунгтау.